# Berättelsen om Ferdinand
Berättelsen om Ferdinand (engelsk originaltitel: The Story of Ferdinand) är en barnbok från 1936 skriven av den amerikanska författaren Munro Leaf med illustrationer av Robert Lawson. Boken handlar om en tjur i Spanien som hellre luktar på blommor än slåss i tjurfäktningar.
Boken blev 1938 den mest sålda boken i hemlandet. Walt Disney Productions fick rättigheterna att producera en tecknad kortfilm baserad på boken. Tjuren Ferdinand hade premiär i november 1938 och vann en Oscar för bästa animerade kortfilm året därpå. Den datoranimerade fullängdsfilmen Tjuren Ferdinand, producerad av Blue Sky Studios och 20th Century Fox Animation, hade premiär i december 2017.
Berättelsen om Ferdinand finns i svensk översättning av Agnes Rudbeck från 1938.

## Handling
Till skillnad från de andra tjurkalvarna föredrar Ferdinand att sitta under en korkek och lukta på blommorna. Hans mor är orolig att han är ensam och försöker förgäves att få honom att umgås med de andra, men när hon ser hur lycklig han är låter hon honom vara.
Kalvarna växer upp och blir tjurar, och Ferdinand blir den största och starkaste av dem alla. Men medan de andra tjurarna drömmer om att visa sin styrka på tjurfäktningen i Madrid föredrar Ferdinand fortfarande att lukta på blommorna. En dag kommer fem män för att välja ut en tjur till tjurfäktningen. Ferdinand gör inget väsen av sig, men råkar sätta sig på ett bi. Dess stick får Ferdinand att löpa vilt och frustande över fältet. De fem männen tror att Ferdinand är den vildaste och mest aggressiva tjuren och tar med honom till Madrid.
Alla vackra kvinnor i Madrid har samlats på tjurfäktningsarenan för att se matadoren ta sig an "Ferdinand den förskräcklige". Men när Ferdinand släpps ut i ringen dras han till blommorna som kvinnorna har satt i håret. Han lägger sig mitt i ringen och njuter. Publiken blir upprörd och börjar bua. Banderiljärerna blir arga och pikadorerna blir ännu argare. Men argast av dem alla blir matadoren som inte får använda sin cape och sitt svärd.
Ferdinand skickas tillbaka till sin korkek, där han sitter än i dag och luktar på blommorna.

## Bakgrund
Verklighetens "Ferdinand" hette Civilón och levde på 1930-talet i Spanien.